# Đền thờ Bahá’í, Battambang
Đền thờ Bahá'í tại Battambang, nằm ở thành phố Battambang, Campuchia, là đền thờ Bahá'í đầu tiên ở Đông Nam Á và đền thờ Bahá'í cấp địa phương đầu tiên trên thế giới.
Các kế hoạch để xây dựng ngôi đền thờ đã được công bố vào năm 2012 bởi Tòa Công lý Quốc tế, cơ quan quản trị tối cao của tôn giáo Baha'i. Mục đích đầy đủ của Đền thờ này là cung cấp một trung tâm tâm linh được bao quanh một quần thể các cơ quan và tổ chức về xã hội, trường học, bệnh viện, các lợi ích công cộng để phục vụ cho dân chúng quanh vùng lân cận.
Ngày 17/7/2015, cộng đồng Baha'i Battambang đã công khai bản thiết kế Đền thờ Baha'i, với sự hiện diện của Thống đốc Battambang, ông Chan Sophal và Chủ tịch Hội đồng Tỉnh Battambang. Trong bài phát biểu, Thống đốc Sophal nói "Tôi đặc biệt ấn tượng rằng Đền thờ Baha'i được xây dựng không chỉ cho người Baha'i mà còn cho nhân loại". Và ông còn lưu ý rằng "quan niệm rằng Đền thờ Baha'i không chỉ là nơi để cầu nguyện và thờ phượng mà còn là nơi tạo cảm hứng cho các hoạt động phụng sự cộng đồng."
Tôn giáo Bahá'í dạy rằng một Đền thờ Bahá'í phải là một không gian cho tín dồ của tất cả các tôn giáo để thu thập, suy nghĩ, và tôn thờ. Bất cứ ai cũng có thể vào Đền thờ bất kể nền tảng tôn giáo, giới tính hay những khác biệt, như trường hợp của tất cả các Đền thờ Bahá'í. Các bài viết thiêng liêng không chỉ của tôn giáo Bahá'i mà còn các tôn giáo khác có thể được đọc hoặc hát vang, bất kể ngôn ngữ; mặt khác, việc đọc các văn bản không phải là Kinh thánh bị cấm, cũng như đưa ra các bài giảng hoặc các bài giảng và gây quỹ. Có thể hát các ca đoàn hợp xướng bằng các bài đọc và cầu nguyện âm nhạc nhưng không có nhạc cụ nào có thể được chơi bên trong. Không có mẫu thiết cho thờ phượng, và nghi thức nghi lễ không được phép.